# دونا جوردن
دونا جوردن (بالإنجليزية: Donna Jordan)‏ هي عارضة وممثلة أمريكية، ولدت في 1950.

## وصلات خارجية
- دونا جوردن على موقع IMDb (الإنجليزية)
- دونا جوردن على موقع قاعدة بيانات الفيلم (الإنجليزية)